# Atletica leggera ai XII Giochi panafricani - Mezza maratona maschile
La mezza maratona maschile ai XII Giochi panafricani si è svolta il 30 agosto 2019 a Rabat, in Marocco.
La competizione è stata vinta dal keniano Titus Ekiru, che ha preceduto i marocchini Reda Elaaraby (argento) e Hamza Sahli (bronzo).

## Podio
| Oro     | Titus Ekiru Kenya     |
| Argento | Reda Elaaraby Marocco |
| Bronzo  | Hamza Sahli Marocco   |

## Risultati

### Finale
| Class   | Nome                     | Nazione        | Tempo    | Note              |
| ------- | ------------------------ | -------------- | -------- | ----------------- |
| Oro     | Titus Ekiru              | Kenya          | 1h01'42" | Record dei Giochi |
| Argento | Reda Elaaraby            | Marocco        | 1h02'44" |                   |
| Bronzo  | Hamza Sahli              | Marocco        | 1h02'45" |                   |
| 4       | Morris Munene            | Kenya          | 1h02'51" |                   |
| 5       | Panuel Mkungo            | Kenya          | 1h03'10" |                   |
| 6       | Yasin Haji               | Etiopia        | 1h03'36" |                   |
| 7       | Robert Chemonges         | Uganda         | 1h03'57" |                   |
| 8       | Guye Adola               | Etiopia        | 1h04'12" |                   |
| 9       | Belay Tilahun            | Etiopia        | 1h05'16" |                   |
| 10      | Ghirmay Ghebreslassie    | Eritrea        | 1h05'27" |                   |
| 11      | Yonas Tsighe             | Eritrea        | 1h05'34" |                   |
| 12      | Ahmed Bakry              | Egitto         | 1h06'13" |                   |
| 13      | Moses Tarakinyu          | Zimbabwe       | 1h08'09" |                   |
| 14      | Jeremia Shaliaxwe        | Namibia        | 1h08'36" |                   |
| 15      | Ngor Ngor                | Sudan del Sud  | 1h10'19" |                   |
| 16      | Ruben Sança              | Capo Verde     | 1h10'37" |                   |
| 17      | Valentin Betoudji        | Ciad           | 1h10'44" |                   |
| 18      | Jonathan Atse Herrera    | Costa d'Avorio | 1h11'31" |                   |
| 19      | Venâncio Tchingombe      | Angola         | 1h11'38" |                   |
| 20      | Vincent Kyondwa Kapatala | RD del Congo   | 1h13'54" |                   |
| dnf     | Mumin Booqora Gala       | Gibuti         | dnf      |                   |
| dnf     | Belal Ahmed              | Egitto         | dnf      |                   |
| dns     | Jobo Khatoane            | Lesotho        | dns      |                   |
| dns     | Felix Chemonges          | Uganda         | dns      |                   |